# Fyr (navigation)
 For alternative betydninger, se Fyr. (Se også artikler, som begynder med Fyr)
Et fyr er et pejlemærke og navigationshjælpemiddel, som giver information via lys, lyd eller radiosignaler.
De mest kendte fyr er lysfyr, som benyttes af søfarten til at navigere efter især i mørke. Lysets farve fra et fyr kan give oplysninger om i hvilken retning, man er i forhold til fyret, idet de enkelte farveområder kan ses på et søkort. I nedsat sigt har man ved disse fyr også benyttet sig af lyd (tågehorn) for at angive deres position, og i sidste halvdel af det 20. århundrede indførtes radar ved hjælp af racon.
Radiofyr er fyr, som benytter sig af radiosignaler og kendes især fra luftfarten.
Til trods for at moderne teknologisk udvikling med tiden har reduceret fyrenes betydning, var der på tærsklen til det 21. århundrede 192 fyr i brug i Danmark. Søfartsstyrelsen udgiver hvert år Dansk Fyrliste, som er en fortegnelse over fyr og tågesignaler i det danske kongerige, dvs. Danmark, Færøerne og Grønland.

## Formål
Et fyr (og dertil svarende virkemidler) kan siges at have tre funktioner:
1. at give den søfarende oplysning om hvor, vedkommende befinder sig,
2. at vejlede et skib gennem et vanskeligt sejlbart område,
3. at advare imod ikke umiddelbart synlige farer, fx lavvandede områder, sunkne skibe og undersøiske skær.

For et skib, der nærmer sig land, er det vigtigt hurtigt at kunne skaffe sig en stedsbestemmelse og der efter med sikkerhed at kunne sejle den korteste og sikreste vej til bestemmelsesstedet. Dette gjordes fra renæssancen frem til midten af det 20. århundrede om dagen fortrinsvis ved hjælp af kendelige genstande i land som kirketårne, køller, båker, andre tårne samt sømærker — vagere. Om natten måtte vejledningen derimod ske især ved hjælp af lys, hvilket gjordes ved kraftige lysgivere anbragte på fyr, fyrskibe og lystønder. Når tåge eller tykning gjorde alt usynligt, kunne den søfarende blive vejledt gennem øret af tågesignaler, der blev afgivet fra de fyr, fyrskibe, lystønder og sømærker, hvis beliggenhed særlig egnede sig dertil.
I anden halvdel af det 20. århundrede udvikledes elektroniske hjælpemidler, især som hjælp ved navigationen. Fyr udgør her efter kun et enkelt af en række hjælpemidler ved navigation for søfarende. Søkort (på papir eller fra anden halvdel af det 20. århundrede også elektroniske) har givet den søfarende mulighed for at orientere sig om de mulige farer i det besejlede farvand. Til trods for den teknologiske udvikling består væsentlige dele af de ældre navigationshjælpemidler fortsat (omend med løbende opdateret teknologi), da ikke alle fartøjer er forsynede med den nyeste navigationsteknologi, lige som mange søfarende fortsat vælger at bruge de gamle hjælpemidler.

## Fyrtyper
Fyr kan inddeles i typer efter deres formål og måden, de virker på.

### Lysfyr
Lysfyr til farvandsafmærkning findes i mange størrelser og former, og de kan inddeles i kategorier afhængig af deres nærmere formål:
- Anduvningfyr er store fyr, hvis hovedformål er at give landkending; de giver altså de søfarende mulighed for at fastslå deres position i forhold til at et kendt punkt på land. De er ofte placeret så de kan vejlede ved indsejling fra åbent hav (kaldet anduvning). Denne type fyr er de kraftigste og er ofte udformet som roterende blinkfyr.[3] Anduvningsfyr kaldes under tiden også landfaldsfyr.[6]
- Ledefyr har til formål at markere løb, render og andre vanskelige besejlingsforhold. Ledefyr optræder parvis med et forfyr og et bagfyr, og de markerer da den retning, hvor de ses over hinanden (den såkaldte fyrretning).[3] Ledefyrene viser den søfarende, om man er på vej væk fra den sikre sejlrende.[6]
- Vinkelfyr hvor lyset har forskellige farver i forskellige retninger (sektorer). Ligesom ledefyr bruges de typisk til at markere sejlløb og render, og den almindeligste grundudformning er tre sektorer som er henholdsvis rød, hvid og grøn: hvid sektor angiver da, at man er i midten, mens rød og grøn sektor angiver, at man er for langt mod henholdsvis bagbord og styrbord. I vinkelfyr er linseapparatet som ved det faste, hvide fyr. De farvede vinkler frembringes ved at ophænge farvede glas for ruderne i lanternen. Blinkene frembringes ved hjælp af jalousier bag ruderne, de åbnes og lukkes af et urværk. Med et sådant fyrapparat kan der således gives fast hvidt eller farvet lys samt hvide og farvede blink i forskellige vinkler. Vinkelfyr, der ikke indeholder blink, gøres ofte kendelige ved formørkelser, der frembringes som ved fast fyr med formørkelse.[3]
- Havnefyr er mindre fyr som markerer havneindsejlinger.
- Retningsfyr som har en meget smal synsvinkel. I modsætning til andre fyr kan de ikke ses før man er i fyrretningen. Der findes forskellige varianter som kombinerer ledefyr, vinkelfyr og retningsfyr og de bruges hvor der er behov for meget præcist definerede retninger.

#### Fyrkarakterer
Forskellige fyr udsender forskellige lys for at de lettere kan kendes fra hinanden; de forskellige oplysninger om fyrets lys samles i en fyrkarakter, som angives i søkort og fyrfortegnelser med forskellige koder. Indholdet i en samlet fyrkarakter er oplysninger om lysmønsteret, farven, lysstyrken og flammehøjden (det vil sige lyskildens højde over havoverfladen).
Efter virkemåden — karakteren — inddeles fyrene i:
1. fast fyr, der viser stadigt og uforandret lys.[3]
2. blinkfyr, der viser blink eller grupper af blink med mellemliggende mørke, hvilket gentages med regelmæssige mellemrum. De kaldes blinkfyr med et-blink, to-blink og så videre. Lysperioden er altid kortere end den længste mørkeperiode. Når blinket er meget kort, kaldes fyret lynfyr.[3]
3. fast fyr med blus, der viser fast lys varieret af blus af større lysstyrke eller anden farve end det faste lys med en kort formørkelse før og efter blusset. Fast fyr med blus har en tromle som ved det faste fyr, og uden om denne bevæger sig en smal linse, hvis profil i det horisontale plan er som tromlens i det vertikale. Lysstråler, der fra tromlen træffer denne linse, vil samles til et strålebundt lodret på dens plan, og en iagttager, der træffes af dette bundt, vil altså observere et forstærket lys. På grund af den yderligere samling af lysstrålerne i den yderste linse kommer der en kortvarig mørkeperiode før og efter blusset. I stedet for ved en omdrejende linse uden om tromlen kan denne karakter også opnås ved at indsætte linsefag i tromlen og give den hele linse en omdrejende bevægelse.[3]
4. fast fyr med formørkelse (norsk: okkulterende fyr), hvis stadige lys med regelmæssige mellemrum pludselig afbrydes af een eller flere mørkeperioder, hvor efter det igen pludselig viser stadigt lys. Lysperioden er altid længere end den længste mørkeperiode. I fast fyr med formørkelse er linseapparatet som ved det faste fyr. Flammen dækkes med regelmæssige mellemrum af en nedfaldende hætte eller ved skærme, der roterer om lysgiveren.[3]

Der findes yderligere varianter af disse grundtyper og der kan sammensættes mere komplicerede mønstre som f.eks. VQ(6)+LFl.10s, som angiver 6 hurtigblink efterfulgt af et langt blink; det hele gentaget hver 10. sekund. Denne fyrkarakter anvendes på syd-kompasafmærkninger.
Endelig kan lysene være farvede for derved at angive i hvilken retning i forhold til fyret, man befinder sig.
Ved at variere de op til hinanden stødende fyr på ovennævnte måder undgås faren for forveksling. I snævre og grundede farvande er det ofte ønskeligt, at fyret umiddelbart angiver den retning, hvori der skal sejles; hertil anvendes vinkelfyr og ledefyr. Vinkelfyr kaldes de fyr, der i forskellige vinkler viser forskelligt lys. Som regel oplyses det rene farvand af en fast hvid vinkel eller hvidt lys med formørkelse, mens farvede eller blinkende fyr (norsk: klippende fyr) falder ud over de omliggende grunde. Ledefyr er to fyr stillede bag hinanden og derved angivende en fyrlinje, der fører gennem sikkert farvand. Undertiden angives ved hjælp af ledefyr 2 linjer mellem hvilke, sejladsen kan foregå. For at undgå forveksling, hvor der er flere fyrlinier, får fyrene forskellig farve eller karakter.

#### Fyrenes beliggenhed
Når et fyr skulle anlægges, bestemtes den afstand, i hvilken det var ønskeligt, at fyret kunne ses, og dets højde blev gjort så stor, at synsvidden ikke blev mindre end denne afstand, og lysstyrken gjordes så stor, at lysevnen oversteg synsvidden. Jo vigtigere fyret var, desto større måtte lysevnen være i forhold til synsvidden. Fyr blev anbragt på selve kysten så nær vandet som muligt, samt på skær og grunde, hvor forholdene tillod at opføre en underbygning.
Man kan skelne mellem tre slags beliggenhed:
1. Den del af kyststrækningen, der støder op til de store have, er belyst med de kraftigste fyr (anduvningsfyr). Sådanne fyr anvendes endnu i begyndelsen af det 21. århundrede efter deres oprindelige formål.[6]
2. I de mere lukkede farvande, hvor sejlløbenes forgreninger og tilstedeværelsen af skær og grunde kræver flere fyr i indbyrdes kortere afstand, anvendes mindre kraftige fyr (vinkelfyr).[6]
3. Endelig anbringes småfyr til besejling af havne på en mole ved disse (havnefyr).

Hanstholm Fyr, elektrisk blinkfyr på Jyllands vestkyst, der er anduvningsfyr for de fleste skibe, der fra Nordsøen søger ind i Skagerrak og således er af stor vigtighed, har en højde af 65,3 m over havets overflade, hvilket giver en synsvidde af 21,5 sømil. Dets lysstyrke er 1.000.000 hefnerlys, der giver en lysevne af 33 sømil, på hvilken afstand en iagttager med tilstrækkelig øjenhøjde altså kan se fyret under atmosfærens middeltilstand; det er derfor indlysende, at fyret kan ses selv under dårlige atmosfæriske forhold, når en iagttager er i en afstand fra fyret lig synsvidden.
Ved Bovbjerg Fyr, 1. ordens oliefyr på Jyllands vestkyst, er synsvidden som ved Hanstholm, men lysevnen er 24 sømil således, at det er kun under særlig atmosfæriske middelforhold, at fyret ses på en afstand lig synsvidden.

### Fyrskibe
Fyrskibe har været taget i anvendelse i områder, hvor fast fyr ikke lader sig lægge men er sejlvejledning er ønskelig. I fyrskibene er synsvidden som hovedregel 11 sømil, i et kraftigt hvidt fyrskibs-blinkfyr som på fyrskibet "Lappe-Grund" var lysstyrken 10.000 hefnerlys, hvilket gav en lysevne på 22,5 sømil. I lystønder med hvide blink er lysstyrken indtil 150 hefnerlys, lysevnen og synsvidden lig ca. 9 sømil.

## Konstruktion
Et fyrtårn består af en underbygning og lanternen.

### Underbygningen
Underbygningen kan være et tårn, et hus, en båke eller en pæl. Fyrtårne har været anvendt ved de større fyr på kysten. De kan være bygget af mursten, granit, jern eller beton og kan have en polygonal, cylindrisk eller konisk form; den sidste giver det mest stabile tårn men er det dyreste at bygge. Fyrtårne på klipper i havet, der skal modstå havets påvirkning, bygges af granit eller beton; det gives dem en konisk form med et solidt parti for neden for at give større tyngde og lavt tyngdepunkt. Granitstenene er forbundne indbyrdes og med klippen ved svalehale-formede indgreb og bolte, der forhindrer enhver forskydning. Beton er anvendt en del siden begyndelsen af det 20. århundrede, særlig på grund af materialets lette transport i sammenligning med de store granitsten.
En indvendig vindeltrappe fører op i tårnene, i hvis øverste del er indrettet rum til opbevaring af reservedele, vagtlokale med mere. En vægtergang går rundt om toppen, hvorfra der kan foretages observationer og pudsning af lanternens ruder. Siden begyndelsen af 1900-tallet anvendtes ofte, særlig i Amerika, åbne jernkonstruktioner med en mindre, lukket cylinder i midten til trappen.
Ved mindre fyr, særlig ved vinkelfyr, har lanternen været anbragt i gavlen på et hus; de fleste havne- og ledefyr kan anbringes på mindre jernkonstruktioner eller på pæle af jern eller træ, ad hvilke lanternen kan hejses op og ned. Skal fyret anbringes i vandet på et sted, hvor underlaget ikke uden stor bekostning tilsteder bygning af en af de oven for omtalte underbygninger, anbringes lanternen på en fyrbåke. Denne består enten af en jernkonstruktion samlet til svære ben, hvis nederste ende er skruet ned i sandet (skruepæle), eller der støbes et betonunderstykke, i hvilket indstøbes søjler til bæring af overdelen.

### Lanternen
Lanternen anbringes oven på underbygningen; den er forfærdiget af metal eller jern, i den midterste cylindriske del er anbragt glasruder mellem skråt stillede sprosser. Ved anbringelse af ventiler og luftkanaler sørges for rigelig adgang af frisk luft og afgang for forbrændingsprodukterne. I lanternen anbringes selve fyrapparatet, der består af lysgiveren og midlet til at kaste lyset ud i den retning, hvori fyret skal ses; efter som der hertil anvendes spejle eller linser, kaldes fyrapparatet spejlapparat eller linseapparat.

#### Spejlapparater
Spejlapparatet består af eet eller flere spejle med tilhørende lampe. Spejlenes form er i reglen parabolsk; den kan tænkes fremkommet ved, at en parabel har drejet sig om en vandret akse gennem dens brændpunkt. Lysstråler, der udgår fra brændpunktet og træffer spejlets overflade, vil blive kastede tilbage parallelt med aksen. Anbringes en lysflamme med sin stærkest lysende del i brændpunktet, vil strålerne fra dette punkt udgå parallelt med aksen, mens de fra den øvrige del af flammen vil spredes noget, og de stråler, der ikke træffer spejlet, vil til dels gå tabt. Jo dybere og større derfor spejlet kan gøres i forhold til flammen, des mere nyttevirkning fås der, men på grund af fremstillingsvanskeligheder har spejlets dimensioner været temmelig begrænsede. Spejlene er af messing eller kobber, der som regel forsølves på indersiden. Lampen anbringes således, at flammens stærkest lysende del falder i brændpunktet, den har en 1—2 vægers rundbrænder. Lampeglasset går op gennem et hul i spejlets overkant, medens oliebeholderen er anbragt bag dette. Belysningsvæsken kan være paraffin eller petroleum. En elektrisk glødelampe eller en gasbrænder med glødenet kan også benyttes. Spejlapparatet kan anvendes til "fast fyr" og "blinkfyr". I det faste fyr anbringes spejlene side om side på et stativ, undertiden i flere rækker efter fyrets størrelse, hvorved lyset bliver jævnt fordelt. I blinkfyr anbringes spejlene i grupper på et stativ, der får en omdrejende bevægelse. Hver gang, strålerne passerer iagttageren, fås et stærkt lys og der efter mørke. Ved gruppernes antal, indbyrdes afstand og omdrejningshastigheden kan blinkene varieres.

#### Linseapparat
Ved spejlapparater, særlig til fast fyr der skal lyse over en stor vinkel, går meget af lyset tabt, og variationen af blinkfyrets karakter er indskrænket. Disse mangler findes ikke ved linseapparatet, der desuden kan gøres langt kraftigere, da såvel lysgiverens som linsens størrelse er nogenlunde ubegrænset. Linseapparatet har derfor også stort set over alt fortrængt spejlapparatet; kun ved fyrskibe samt de vinkelfyr og ledefyr, der skal lyse i en lille vinkel, anvendes spejle. Dog har spejlapparater med store forgyldte parabolske spejle fundet anvendelse i lynfyr i udlandet. I vinkelfyr anvendes særlig et hyperparabolsk spejl, der er i stand til at give en skarp begrænsning af lyset, hvilket er vanskeligt med et parabolsk spejl. Ved spejlapparater frembringes farvet lys ved at bruge farvede lampeglas eller farvede ruder i lanternen. Lys med formørkelse kan fremstilles ved hjælp af en rotator med skærme, der går rundt mellem lampen og spejlet; som oftest drives rotatoren af den fra lampeglasset opstigende luftstrøm.
Linseapparatet består af linsen og lampen, der anbringes i linsens brændpunkt. Linsen er en plan konveks linse, i hvilken lysstråler, der udgår fra brændpunktet, brydes parallelt med aksen. Den konvekse linse, der bruges til fyrapparater, er undergået væsentlige forandringer fra den oprindelige, idet alt det overflødige glas er bortskaffet ved, at linsen er bygget med et trappeformigt profil. Der opnås på denne måde samme brydning som i en massiv linse, mens dennes mangler, som opsugning af lysstrålerne, aberrationen og den større tyngde, undgås. Efter fyrets karakter får linsen forskellig konstruktion. I et "fast fyr" bygges linsen som en tromle, der kan tænkes fremkommet ved, at linseprofilen har drejet sig rundt om en lodret akse gennem profilens brændpunkt, i hvilket lysgiveren er anbragt. Lysstrålerne vil i tromlen brydes således, at de udgår i en horisontal retning. Tromlens højde er imidlertid begrænset, thi bliver lysstrålernes indfaldsvinkel for stor, kastes de tilbage i stedet for at brydes. Der er derfor over og under tromlen anbragt prismeringe af en sådan form, at lyset brydes ved ind- og udgang og tilbagekastes fra bagsiden således, at strålerne forlader ringene parallelt med de fra tromlen udgåede stråler. Ringene gøres af mindre og mindre diameter, efter som de fjernes fra tromlen, hvorved opnås, at alle lysstrålerne opfanges og brydes. Skal fyret ikke lyse horisonten rundt, borttages linsen i den vinkel, fyret ikke skal lyse i, og i dens sted anbringes spejle eller prismer, der kaster lysstrålerne tilbage til brændpunktet. I omdrejende blinkfyr er linsen bygget i fag, der samler lysstrålerne i bundter ud mod horisonten; når linsen får en omdrejende bevægelse, observeres et blink hver gang, et strålebundt passerer iagttageren.
Et linsefag består af et midterparti samt over- og underliggende ringe. Midterpartiet kan tænkes fremkommet ved, at linseprofilen har drejet sig om en vandret akse gennem brændpunktet og der efter er gjort rektangulær. Prismeringene konstrueres således, at lyset forlader dem parallelt med lyset fra midterpartiet.
Efter blinkfyrets art anbringes linsefagene på forskellig måde. Anbringes de således, at et vandret snit gennem linsen danner en regulær polygon, fås et blink med regelmæssige mellemrum; jo færre linsefag, des større vinkel mellem fagene, hvilket giver større mørkeperiode i forhold til blinket. Sammensættes linsefagene i sæt med en større vinkel mellem sættene end mellem fagene, fås fyr med 2 eller flere blink, gruppeblink.
I de nyere omdrejende blinkfyr anvendes kun meget få linsefag, der samler lyset i færre, men kraftigere stråler. For at der ikke skal blive for langt mellem blinkene, forøges omdrejningshastigheden, men herved gøres tillige blinket kort, hvorfor sådanne fyr har fået benævnelsen lynfyr.
I de blinkfyr, hvor der anvendes sammentrykket gas, kan lysgiveren gøres blinkende, mens linsen er stillestående som ved et fast fyr.

## Lampen
Fyrlampen var i ældre tid enten en olielampe eller (sjældnere) en gaslampe. Med tiden overtog den elektriske lampe næsten helt.

### Olielampen
I større lamper er det af vigtighed for en konstant god brænding, at olien står i en bestemt højde i brænderen. Denne betingelse er tilfredsstillet i niveaulampen, hvor oliens højde i brænderen reguleres automatisk. Olien går fra en større beholder ned i niveaubeholderen — niveauet — og fra denne del til brænderen. Oliens højde i brænderen og niveauet gøres konstant ved, at tilstrømningen af olie fra den større beholder kun finder sted, når olien i niveaubeholderen sænkes under den normale stand, og afskæres atter, når denne er nået. Til mindre fyr bruges almindeligvis lamper, hvis beholder gøres flad for, at oliestanden ikke skal variere for meget under brændingen. Brænderen har fra 1—10 væger — efter fyrets orden — anbragte uden om hinanden således, at luften kan få fri adgang mellem vægerne. Hver væge er befæstet til en vægebærer, forsynet med tandstænger, der er i indgreb med tandhjul på stilleskruer. Uden om vægerne er anbragt glasskorstenen, der, for yderligere at forcere trækken, fortsættes for oven af et metalrør, hvori anbringes et spjæld til regulering af trækken. Brænderen skrues ikke fast, men et rør fra brænderens underkant sættes løst over røret fra beholderen. Tætning tilvejebringes ved en kviksølvlås. På denne måde sikres en hurtig skiftning af brænder. Til mindre fyr anbragte på vanskelig tilgængelige steder, anvendes olielamper med stor, flad beholder og særlig tilberedt væge, der kan brænde flere måneder uden at fordre tilsyn.
Efter indførelsen af Auer’s glødenet bleve niveaulamperne omdannede til glødelyslamper, der giver et bedre lys. Princippet for brænderen til petroleums-glødelys er noget nær det samme som for det velkendte kogeapparat primus: under et konstant tryk, der frembringes ved, at sammentrykket luft fra en beholder strømmer gennem en reduktionsventil til toppen af petroleumsbeholderen, føres petroleummen fra beholderen gennem flere opvarmede rør, hvori fordampningen og forgasningen foregår. Rørene opvarmes af glødenettet eller af en i lampens fod brændende flamme, når lampen brænder, men må opvarmes ved sprit eller en loddelampe, når lampen skal tændes. Fra det sidste rør strømmer petroleumsgassen med stor fart ud gennem et lille hul over i et blandingsrum, idet den på denne passage suger luft til sig, som den blandes med i blandingsrummet. Dette er for oven forsynet med et brændingsmundstykke, hvor igennem blandingen strømmer og brænder med en ikke lysende flamme, der gløder det oven over ophængte glødenet. Brænderen har den ulempe, at den let tilstoppes af urenheder fra petroleummen og fordrer derfor en omhyggelig pasning og kan derfor kun anvendes i fyr, hvor der holdes stadig vagt.
I olielamper brændes udelukkende mineralsk olie.

### Gaslamper
Almindelig kulgas har kun fundet ringe anvendelse i større fyr. Grunden hertil er de store omkostninger til anlæg af gasværk og til pasningen. Kun i Irland har kulgas været anvendt i større udstrækning. Lampen til disse fyr er forsynet med et stort antal almindelige gasbrændere fordelte i grupper; den midterste gruppe er stadig brændende, mens de øvrige grupper kan tilsættes, når atmosfærens tilstand kræver et kraftigere lys. Gasfyr kan indrettes som "blinkfyr" og "fast fyr med formørkelse" ved åbning og lukning for gassen og anvendelse af et fast fyrs linseapparat. Endvidere har kulgas fundet anvendelse i havnefyr med ledning fra byens gasværk. Først ved fremkomsten af komprimeret gas og gasglødenet fik gassen større og større anvendelse i fyr belysningen. Sammentrykkeligheden gjorde, at gassen kunne forsendes i forholdsvis små beholdere således, at det ikke var nødvendigt at oprette særlige gasværker ved hvert fyr, men disse kunne forsynes fra enkelte større værker, hvorfra gasbeholderne kunne transporteres til søs eller til lands til brugsstedet. Endvidere kunne man anvende gastrykket som bevægekraft til åbning og lukning for gassen, hvorved man automatisk kunne give fyrene karakter, idet lys- og mørkeperioderne kunne varieres på forskellig måde, lige som der kunne økonomiseres med gasforbruget og stadigt tilsyn undgås. Endvidere kunne gassen anvendes til automatisk udførelse af andre funktioner så som tågesignaler.
De anvendte gasarter var fedtgas, blaugas og acetylen, nævnt i den rækkefølge hvori de fremkom, men i omvendt orden for deres betydning i fyrbelysningen:
1. fedtgas fremstilles ved tør destillation af mineralolie. Dens sammentrykkelighed er ikke så stor som de øvrige neden nævnte gasarters, så der fordres ret store beholdere såvel ved fyrene som til transporten, hvilket indskrænker dens anvendelse.[10]
2. blaugas, opkaldt efter dens opfinder Blau, er en art fedtgas, der ved sammentrykning går over i flydende tilstand, men atter bliver luftformig, når trykket formindskes. Den transporteres og magasineres på brugsstedet i flydende tilstand i beholdere som de velkendte kulsyreflasker. I transporttilstand optager blaugas kun 1/25 af det rumfang, fedtgassen kræver.[10]
3. acetylenlyset er på grund af sin klarhed særlig egnet til fyrbelysning. Acetylen i ren tilstand kan imidlertid ikke anvendes, da den eksploderer ved sammentrykning, men denne egenskab forsvinder, når den absorberes i et med væsken azeton gennemfugtet porøst stof. Man kan give beholderne den for anvendelsen mest passende størrelse, de kan ved 15 atmosfærers tryk optage 120 gange deres eget rumfang acetylen.[10]

Lamperne til automatisk virkende gasfyr med sammentrykkelig gas er konstruerede efter næsten samme princip. Da blinkmekanismen, der åbner og lukker for gassen, fordrer et konstant lavt tryk, mens trykket i beholderne er varierende, må der indskydes en reduktionsventil på rørledningen mellem beholderen og lampen. Denne ventil består af et skålformet rum fast forbundet til den nederste del af lanternen, rummet er for oven gastæt lukket med en lædermembran, der ved en vægtstangsarm står således i forbindelse med ventilen på tilgangsrøret for gassen, at jo mere membranen løftes af gassens tryk, desto mere lukker den for tilgangen og omvendt. En fjeder, der virker på vægtstangsarmen modsat membranen, er spændt således, at membranen først overvinder fjederens modstand, når trykket i skålen har nået den størrelse, lampen fordrer. Fra reduktionsventilen føres gassen op til lampen, hvis konstruktion retter sig efter den karakter, lystønden skal vise: skal lyset være fast, føres gassen direkte til een eller flere almindelige brændere, der altså lyser med en konstant styrke. På grund af det store gasforbrug og lysets lighed med skibslanterners anvendes sjældent fast fyr, men de indrettes til at blinke. I så tilfælde føres gassen fra reduktionsventilen dels til en lille brænder (tændflammen), der stadig brænder, dels gennem blinkmekanismen til flere uden om tændflammen siddende brændere, der afvekslende tændes og slukkes. Blinkmekanismen er indesluttet i et rum, der for oven er lukket med en membran over hvilken, der er anbragt en spiralfjeder. Membranen er ved en vægtstangsforbindelse forbundet med såvel tilgangs- som afgangsventilen på en sådan måde, at når den ene er lukket, er den anden åben. Når gassen strømmer ind gennem tilgangsventilen, løftes membranen i vejret og sammentrykker spiralfjederen, og når den har nået en bestemt højde, lukker den for tilgangen og åbner for afgangen. Gassen presses nu med et jævnt tryk af spiralfjederen til brænderen, og lysperioden indtræffer; når membranen er gået tilstrækkelig ned, skifter den ventilerne, afgangen lukkes, og tilgangen åbnes, hvorved mørkeperioden indtræder. Lysperioden og dermed karakteren kan særlig i acetylen-fyrene varieres meget betydeligt. Blinkene er som regel bestemte således, at lysperioden pr. minut er 6 sekunder, der er et meget økonomisk forbrug. Økonomien kan yderligere forøges ved anvendelse af en såkaldt solventil, der automatisk lukker for gassen om morgenen og atter åbner for den om aftenen. Dens virksomhed beror på dagslysets forskellige indvirkning uden hensyn til temperaturen på matte og blanke jernstængers længde, hvilket benyttes til at sætte en vægtstangsforbindelse i bevægelse, hvorved der åbnes og lukkes for gassen. Ventilen indsættes mellem reduktionsventilen og blinkmekanismen.
Linsen til gasfyr med automatisk blinkmekanisme i lampen er som ved "fast fyr". I landfyr anvendes dog undertiden roterende linser, der med samme lysgiver giver et kraftigere lys, men til gengæld skal lyset brænde konstant, hvorved gasforbruget forøges.

### Den elektriske lampe
Den elektriske lampe til store fyr kunne bestå af en buelampe med Serrins regulator. Elektriciteten kunne frembringes af vekselstrømsmaskiner, der sammen med de nødvendige dampmaskiner eller motorer anbringes i bygninger i tårnets umiddelbare nærhed. Ved godt isolerede ledninger føres strømmen fra maskinen op i lanternen. Flammen holdes stadig i linsens brændpunkt ved mekaniske midler. På grund af lysets store intensitet i forhold til flammens størrelse kan linseapparatet til et elektrisk fyr gøres betydelig mindre end ved et oliefyr. Elektriske glødelamper fandt i ældre tider ofte anvendelse i mindre fyr.

## Rotationsværket
Linsens omdrejende bevægelse kunne som regel ske ved hjælp af et urværk, der drives af et lod, der vandrer op og ned gennem tårnet. Værket er ved en tandhjulsforbindelse i indgreb med en tandring på det omdrejende stativ, der glider over friktionsruller på en fast bane. I nyere fyr, særlig i lynfyrene, der kræver stor omdrejningshastighed, søges friktionen bragt ned til et minimum ved at lade apparatet bæres af en kvægsølvsflyder. Som regulator anvendes vingeregulatoren, der består af et sæt vinger, der påvirkes af svingende kugler; går værket for hurtig, svinges kuglerne ud og stiller vingerne mere lodret, hvorved de frembringer mere modstand med bevægelsen og sagtner gangen, eller der anvendes en friktionsregulator, hvor kuglernes større eller mindre udsvingning forøger eller formindsker friktionen. Disse regulatorer giver en aldeles jævn gang, om end mindre nøjagtig end penduler og andre regulatorer, der imidlertid er uanvendelige på grund af den stødende gang, de meddeler værket. I små blinkfyr, anbragte på steder, hvor der ikke kan holdes vagt, kunne rotationsværket drives af en lille elektrisk motor, der kunne holdes gående i flere måneder ved hjælp af tørre elementer eller ved hjælp af den til fyret anvendte gas.
Efter indførelsen af glødelamper indførtes efter 2. verdenskrig ordninger således, at hvis hvis den elektriske glødelampe blev slukket fx fordi den brændte over, skiftedes automatisk over til en gasbrænder. Straks efter krigen gik man over til en ordning bestående af to elektriske blinkere (hvoraf den ene var i reserve), et acetylénapparat, en acetylénflaske, automatisk udskifter fra elektrisk lampe til acetylénbrænder samt et tænde- og slukkeur. Samtidig opnåede man, at fyret ikke behøvede at være bemandet. Fra 1957 afvikledes de gamle gasfyr, der anvendte blaugas, til fordel for nye ordninger med enten el-fyrlamper eller acetylén.

## Synsvidden
Synsvidden for et fyr afgør på hvilken afstand, det kan ses i mørke. Synsvidden modsvarer den største afstand fra fyret på hvilket, fyrlyset kan iagttages ved en sigtbarhed, som svarer til en dagslyssigt på 10 nautiske mil. Der er flere faktorer, som påvirker synsvidden, fx lyskildens styrke, højden på fyret og betragterens højde over havet, samt havets og atmostfærens tilstand. Tre faktorer regnes som de vigtigste:
1. Meteorologiske forhold. Vejret kan påvirke sigtbarheden i både positiv og negativ retning. Regn, sne, tåge og lave skyer kan forringe sigtbarheden. Termale forskelle i atmosfæren kan på den anden side fungere som linser, som kan forstærke lyset og tillige gøre fyrets lys synbart, når det er under horisonten. Sigtafstanden udtrykkes i nautiske mil.[20]
2. Lyskildens styrke. Lysstyrken måles i candela. Den maksimale afstand, på hvilken lyset kan ses ved en sigt dagtid på 10 nautiske mil, bestemt uden at tage hensyn til begrænsende faktorer, kaldes lysrækkevidde (engelsk: "luminous range").[20] Ved at justere den nominelle lysrækkevidde efter sigten kan man beregne den forventede lysrækkevidde på et vist tidpunkt.
3. Geografisk rækkevidde. Den geografiske rækkevidde er ofte den mest begrænsende for et fyr. Den opstår på grund af jordoverfladens krumning. To faktorer begrænser den geografiske rækkevidde, nemlig fyrets lyshøjde (fyrtårnets højde + højden for jordoverfladen) og betragterens højde over havet. Hvis betragteren befinder sig ved havoverfladen, får et fyr med 100 meters lyshøjde en geografisk rækkevidde på 35,7 km. Et fyr med lyshøjde på 200 meter giver en geografisk rækkevidde på 50,5 km. Den geografiske rækkevidde beregnes ved formlen {\displaystyle \scriptstyle {d\,=\,{\sqrt {h(h+2R)}}}}, hvor d er den geografiske rækkevidde, R er jordens radius, og h er lyshøjden (observatøren).[20] Ofte antages betragterens øjne at befinde sig på en højde af 5 meter[21] eller 15 fod (4,5 meter), når man beregner lysrækkevidden.[22]

## Fyrskibe
Fyrskibe anvendes på de steder i farvandet, hvor det er nødvendigt at anbringe et kraftigt fyr, og hvor forholdene vanskeliggør opførelsen af et fyrtårn. Det er nærmest i farvande med mindre dybder og opfyldte af grunde, således de danske, at fyrskibe anvendes. I andre farvande, som de norske, er fyrskibene unødvendige og til dels uanvendelige, da farvandet har store dybder helt ind i skærgården. Skibet, der er af størrelse som en mellemstor skonnert, bygges i ældre tid som regel af træ, noget solidere end handelsskibe af samme størrelse, og der tages ved konstruktionen særligt hensyn til, at skibet kan ligge så roligt som muligt i søen. Opankringen udføres særlig omhyggelig. Ankeret har form som en paraply, ankerkæden er svær og af betydelig længde således, at skibet kan ligge fast selv i svær bølgegang. Foruden kahytten til officerer og mandskab er der rum til pudsning af fyrets spejle og lamper, til tågesignalapparater, til proviant, brændsel, vand med mere til længere tid. Skibet har een eller to master til anbringelse af fyrene samt en papegøjemast. Det kunne sejle i havn, hvis kæden skulle springe; i enkelte skibe kan maskinen til tågesignalapparatet sættes i forbindelse med en hjælpeskrue til skibets fremdrivning. Fyret er som regel et spejlapparat: parabolske spejle med 1—2 vægers brændere i lampen. Apparatet indesluttes i en lanterne, der er bygget rundt om masten og kan hejses op og ned langs denne. Når fyret er tændt, hejses lanternen ca. 10 m over havets overflade. Om dagen nedfires lanternen i et hus gennem et hul i taget, lanternens tag går efter nedfiringen noget ud over husets tag og danner derved et tæt lukke for vind og vejr således, at tændingen og øvrige arbejder med fyrapparatet kan foregå uforstyrrede i huset.

### Lystyper og deres egenskaber
Efter lysstyrken inddeles fyrene sædvanlig i 6—7 ordener, hvor 1. orden betegner de kraftigste fyr.
Fra fyrskibe vises de samme karakterer som fra landfyr med fyrets lysstyrke er afhængig af lysgiveren, linsen eller spejlet. Jo klarere lysgiver, jo mere lyset koncentreres ved hjælp af linsen eller spejlet, des større er lysstyrken. Den angives i lysenheder, hvorved forstås det lys, der udgår fra en lysgiver af bestemt konstruktion og med bestemt brændselsforbrug i en bestemt tid. Der anvendes forskellige lysenheder, af hvilke de vigtigste er "bec Carcel" (fransk), "Standard candle" (engelsk) og "hefnerlys" (tysk). I det danske fyrvæsen har været anvendt "hefnerlys", der er nærlig 1/10 "bec Carcel" og det samme som et engelsk normallys. Loven, at lyset formindskes med kvadratet på afstanden fra lysgiveren, gælder kun i lufttomt rum eller på meget korte afstande. Lyset formindskes i langt højere grad ved at gå gennem atmosfæren, der absorberer lyset, og jo mere tåget luften er, des mere lys absorberes der. En forøgelse af lysstyrken giver ikke en tilsvarende forøgelse i rækkevidden (lysevnen), og dette forhold forværres yderligere i tåget vejr, hvorfor kraftige fyr er mere uøkonomiske end svage. Ved farvede fyr absorberes endnu langt mere lys end ved hvide; rødt og grønt Lys er de, der absorberes mindst, og anvendes derfor mest i fyret, der imod tiltager absorberingen i tåge ikke så stærkt ved farvet som ved hvidt lys. Det gælder derfor også om ved farvede fyr, at så lidt af lyset som muligt absorberes af selve fyrapparatet, hvorfor der aldrig anvendes farvede linser, men fyrene gøres farvede ved anvendelse af farvede lampeglas eller tynde, farvede glas foran ruderne i lanternen.
Fyrenes lysevne er afhængig af deres lysstyrke og atmosfærens tilstand. Den angives i sømil til atmosfærens middeltilstand, hvilket vil sige, at i en afstand fra fyret lig den opgivne lysevne er sandsynligheden for at se fyret lige så stor som for ikke at se det. Lysevnen lader sig ikke direkte måle, men er bestemt ved observationer udførte med bestemte mellemrum gennem lange perioder af fyr, hvis lysstyrke og afstand til observationsstedet var bestemt. Det fremgår heraf, at fyr med samme lysstyrke ikke har samme lysevne over alt på jorden, da den atmosfæriske middeltilstand er forskellig.

## Lydsignaler
Tågesignalapparater har været anvendt, når tåge, regn- eller snetykning berøver sømanden evnen til at navigere ved hjælp af synet. Med sådanne apparater gives kraftige lydsignaler, der gennem øret kan vejlede sømanden. Lydsignaler kunne anvendes i forbindelse med navigationsanlæg.

### Typer
De vigtigste tågesignaler er: signal med klokke, signal med skud, sirene- og fløjtesignaler.

#### Signal med klokke
Signal med klokke er det mest primitive tågesignal; det anvendtes over vandet kun på havnemoler eller i forbindelse med andre af de nævnte signaler, når disse kun kunne gives med større mellemrum. Som oftest bevæges hamrene, der slog på klokken, ved mekaniske midler, hvorved der kan opnås et regelmæssigt, let kendeligt signal. Endvidere anbringes klokke på sømærker, klokketønder; den er ophængt i et stativ oven på tønden og bearbejdes af bevægelig ophængte hamre eller kugler, der bevæger sig i rør, anbragte radialt mod klokken. Hamrene eller kuglerne sættes i bevægelse, når tønden slingrer i søen. Lys- og klokketønder kaldes de lystønder, der er forsynede med klokke.

#### Signal med skud
Signal med skud afgives enten med kanon eller med skydebomuldspatroner. Kanonskud er som regel et ganske kraftigt signal, og undertiden kan glimtet ses gennem tågen således, at tidsforløbet mellem glimt og knald kan observeres og afgive middel til nogenlunde at bestemme afstanden fra kanonen; det er imidlertid uøkonomisk og kræver megen betjening, lige som kanonen ikke altid kan anbringes på det for lydes forplantning heldigste sted. Signal med skydebomuldspatroner er et næsten lige saa kraftigt signal som kanonskud og lider ikke af dettes mangler. Patronerne antændtes ved en knaldkvægsølvspatron, der bragtes til eksplosion ved elektricitet; de var ophængte på en vippe, der i skudstillingen hævede patronerne så højt over omgivelserne, at eksplosionen var farefri, og lyden forplantedes frit til alle sider. Skulle signalet lyde i en bestemt retning, blev patronen anbragt i en reflektor. Ved at give eet eller flere skud med visse mellemrum kunne man give skudsignalet karakter.

#### Tågehorn
Sirene eller tågehorn kaldes de tågesignalapparater, hvor lyden frembringes ved, at sammenpresset luft eller damp strømmer gennem en sirene anbragt i en trompet eller reflektor. På alle danske sirenestationer anvendtes sammenpresset luft i sirenen. Ved luftfortætningspumper, drevne ved maskinkraft, sammenpresses luften i beholdere, der er så store, at tågesignalet kan lyde med den deri opsamlede luft, til maskinerne kan komme i gang og levere luft til fortsat signalering. Disse apparater har således den store fordel frem for de apparater, der anvender damp, at de er klare til øjeblikkelig brug ved indtrædelse af tåge eller tykning. Selve sirenen består af to cylindre, den ene sluttende tæt uden om den anden. Cylindrene er forsynede med lange, lodrette, smalle udskæringer, der i visse stillinger af cylindrene korresponderer med hinanden. Når man giver den inderste cylinder en hurtig omdrejende bevægelse, og luften med stor kraft presses gennem den ydre ind i den indre, fås en hurtig på hinanden følgende afskæring og åbning af luften, der sættes i svingninger og frembringer lyden. Rotationen udføres af luften selv, idet der gives åbningerne en skrå stilling mod hverandre. Sirenen anbringes som regel i den smalle ende af en trompet af metal, hvis svingninger bidrager til at forstærke lyden. Trompeten kan gøres drejelig så, at den kan gives den for lydens forplantning heldigste retning. Sirener i land, der skal lyde i en bestemt retning, anbringes i reflektorer; undertiden giver man disse en omdrejende bevægelse, hvorved lyden forplantes som lyset fra et blinkfyr. Ved at give eet eller flere stød med bestemte mellemrum og ved at variere tonens dybde kan der gives signalet forskellig karakter. For at få nøjagtige tidsmellemrum åbnes for luften ved mekaniske midler, der reguleres ved et urværk. Som oftest er det ønskeligt, at sirenen anbringes nærmere søen, end det er muligt at anbringe fyret og de øvrige bygninger; i så tilfælde føres luften fra maskinhuset til sirenen gennem underjordiske ledninger.

#### Fløjtesignaler
Fløjtesignaler har været mindre anvendte, da de kunne forveksles med dampskibsfløjte, fra hvilke de kun afviger ved en større regelmæssighed i signalets afgivelse. Et særligt fløjtesignal havde man i fløjtetønden, der kan udlægges som sømærke, hvor søens bevægelse er tilstrækkelig stor til at få fløjtetønden til at virke. Tønden har en pæreagtig form; den brede del hviler på vandets overflade. Fra tøndens indre går et tykt rør 9—10 m ned i søen. Et stykke over vandets niveau findes i røret en bund med 3 ventiler, af hvilke de to åbner sig indad og står ved en rørledning i forbindelse med luften, mens den tredje åbner sig udad og står ved en rørledning i forbindelse med fløjten, der er anbragt på et stativ oven på tønden. Da rørets munding er så langt nede i vandet, vil vandets overflade i røret have en konstant højde lig middelniveauet. Når tønden hæves af søen, vil rummet mellem vandets overflade i røret og ventilbunden blive større, hvorved luften fortyndes, og den atmosfæriske luft strømmer ind gennem de to ventiler; når tønden der efter synker ned i en bølgedal, formindskes rummet, luften fortættes og lukker ventilerne til luften og åbner ventilen til fløjten. Lys- og fløjtetønder kaldes de lystønder, der tillige er indrettede til at give fløjtesignal. Den midterste, cylindriske del af Tønden gøres længere, for at der uden om røret til fløjtemekanismen kan være tilstrækkelig rum til gassen.
Endnu i 1946 havde fyrvæsenet i Danmark 84 lys-, fløjte- og klokketønder udlagt i danske farvande, og yderligere 49 var udlagt af andre institutioner.

### Svagheder
Tågesignalernes rækkevidde kan være meget variabel og til dels uberegnelig; mange forhold indvirker på lydens forplantning, således signalets omgivelser, atmosfærens tilstand og frem for alt vindens retning og styrke. Desværre er selv et kraftigt tågesignalapparats virkning op mod en frisk kuling meget ringe; hertil kommer, at der aldrig kan være absolut stilhed om bord på et skib, idet vindens piben i rigningen, søens skvulpen og maskinens rumlen er lyde, der virker forstyrrende på hørelsen. Et tågesignalapparat må derfor anbringes med megen skønsomhed, så nær til navigabelt farvand som muligt.

### Undervandssignaler
I nyere tid kom man noget ud over disse vanskeligheder ved anvendelse af undervandssignaler, idet lydens forplantning foregår mere regelmæssigt i vandet end i luften. Som signalmiddel anvendtes efter 1. verdenskrig kun klokker, der anbragtes så langt nede i vandet, at de ikke påvirkedes af bølgeslaget. Slagværket bevægedes ved maskinkraft på en sådan måde, at der gaves et vist antal slag med visse mellemrum, hvorved signalet kunne få karakter. Undervandsklokker kan også anbringes på klokketønder, og klokkeværket sættes som regel da i bevægelse ved tøndens arbejden i søen. For at kunne høre signalerne anvendtes i skibene telefonagtige modtagerapparater, igennem hvilke man kunne høre lyden og også tilnærmelsesvis bestemme retningen til lydkilden. I jern- og stålskibe kunne lyden opfanges ved at lægge øret til skibssiden under vandet, men retningen kunne ikke bestemmes. En god undervandsklokke kunne høres i ca. 6 sømils afstand.

### Afvikling
Lydsignaler har siden slutningen af det 20. århundrede været af aftagende betydning. Det sidste tågehorn ved et kystnært fyr i Danmark blev således nedlagt i midten af 1990-erne, og der er fra omtrent samme tid sket en løbende afvikling af tågehorn i tilknytning til havne.

## Historie
Så snart, menneskene fik midler til at foretage længere rejser på søen, føltes nødvendigheden af at vejlede den søfarende om natten ved at oplyse forbjerge og havneindløb. Et bål af træ eller buskads på et ophøjet sted var de første primitive fyr, der efter Homer blev anvendte under den trojanske krig. Det varede dog ikke længe, inden der skredes til opførelsen af særlige bygninger til fyrets anbringelse; således haves der gennem beskrivelser, medaljer og mønter temmelig pålidelige oplysninger om 27 fyr fra oldtiden. Heraf fandtes de 23 i middelhavslandene, hvor søfarten tidligst udviklede sig, og hvor nattens mørke nødvendiggjorde fyrene; 2 fandtes ved Spaniens atlanterhavskyst og 2 i Kanalen, nemlig ved Boulogne og Dover. Som det største af oldtidens fyr må nævnes fyrtårnet på Faros ved Alexandria. Det blev opført omkring 280 f.Kr. og blev brugt i omtrent 1200 år indtil, at det styrtede om ved et jordskælv i 1300-tallet. Efter beskrivelserne er tårnet bygget af sten, sammenføjede med smeltet bly. Det var firkantet og havde en højde af 60 m. En indvendig trappe førte op til tårnets top, hvor der dag og nat vedligeholdtes en brændeild, hvis røg om dagen og lys om natten vejledede den søfarende. Den arabiske geograf Edrizi, der levede i det 12. århundrede, er den sidste, der har omtalt fyrtårnet, inden det blev ødelagt af jordskælv. Den eneste fyrbygning fra oldtiden, der eksisterer endnu og endog anvendes som fyrtårn, er Herkulestårnet ved A Coruña i Spanien. Efter traditionen havde allerede fønikerne anlagt et fyr på dette sted, hvorfra deres togter mod Irland udgik. Tårnets alder er ubestemmelig; det omtales først af en skribent fra det 4. århundrede; det var firkantet, 9 m i kvadrat og 40 m højt, og en udvendig vindeltrappe førte til tårnets top, hvor der tændtes en brændeild. Fyret slukkedes i middelalderen, og tårnet omdannedes til en fæstning, mens stenene fra den udvendige trappe blev anvendte til bygning af et kloster. På opfordring af England og Frankrig blev fyret atter tændt 1797, tårnet blev da beklædt med et granitstenlag, og et stenbånd blev anbragt på den udvendige trappes plads. Oldtidens fyrtårne bestod som regel af flere tårne med aftagende diameter byggede oven på hverandre, firkantede, runde eller polygonale. På en platform på toppen anbragtes en murstens- eller jernkurv til leje for brændet. På dette primitive standpunkt holdt fyrvæsenet sig til de nyeste Tider.

### Romerriget
I Romerriget blev der opført omkring 30 fyrtårne, blandt andet så langt nordpå som England. Man kender f.eks. Cadiz ved indsejlingen til Middelhavet fra omkring 100 f.Kr., Gesoriacom, fra ca. 40 e.Kr. i Boulogne-sur-Mer ved den franske kanalkyst og Dubra (Dover) i England, fra ca. 50 e.Kr. Dette tårn står fortsat i dag.
Efter romerrigets fald blev der ikke bygget mange fyr i en lang periode, men fra middelalderen kendes fyret på Meloria, en italienske klippeø ud for Livorno, fra 1158.

### Middelalderen
I middelalderen lammedes handelen af de evindelige krige, under hvilke nationerne snarere var tilbøjelige til at vanskeliggøre sejladsen på havnene om natten end til at fremme den ved anbringelse af fyr. Det ovenomtalte fyr ved A Coruña afgiver et godt eksempel herpå. Til belysning anvendtes hovedsagelig brænde og kul. Olielamper indesluttede i en lanterne anvendtes en del i Middelhavet, og senere brugtes undertiden lys; således var det vigtige Eddystone fyr i Kanalen indtil 1834 oplyst ved 24 lys. I Norden haves ingen pålidelig overlevering om fyr i oldtiden eller middelalderen; selv under de store togter til England i 9. og 10. århundrede, hvor så mange skibe færdedes ved Danmarks kyster, benyttedes aldrig forholdsregler, der kunne fremme sejladsen om natten. Grunden hertil må søges i, at sejladsen kun foregik om sommeren med de korte nætter, og i fartøjernes ringe dybgang. Enkelte ting kan ganske vist tyde på, at der har været forsøgt noget i retning af fyr i Øresunds sydlige del, men de har i så fald været meget primitive og af lokal betydning for det derværende sildefiskeri.

### Renæssancen
Da Kattegat og i Øresund blev søvejen for de større handelsflåder fra Nord- og Østersølandene, kom der idelige klager over manglen af sømærker mellem Skagen og Falsterbo, der forårsagede talrige forlis. Kong Frederik 2. lod da udgå befaling 8. juni 1560 til at bygge de første egentlige farvandsfyr, nemlig fyrene ved Skagen, Anholt og Kullen, klare til at tændes i marts 1561. I februar 1561 udgik der ordre til tolderen Jens Mogensen i Helsingør om at bekendtgøre fyrenes tænding i de store havne. Mogensen stod ifølge sin embedsstilling i stadigt samkvem med de fremmede skippere, hvorfor kongen benyttede ham som mellemmand mellem Kronen og de søfarende. Fyrene er sikkert blevne tændte til den befalede tid, thi i juni og august måned samme år skrives der til lensmændene på Aalborghus og Kalø, at Skagen og Anholt fyr kun brænder 1—2 timer om aftenen, og der pålægges dem at sørge for fyrenes forsvarlige pasning, og samtidig meddeles det Mogensen, at et sådant påbud er udstedt, for at han kan berolige de vrede skippere. De første fyr har været vippefyr, en konstruktion, der rimeligvis er ført til Norden fra Holland. Kong Frederik 2. giver en af lensmændene følgende beskrivelse af fyrvippen: fyrkurven skulle være af jern l½ alen dyb og så vid som en tønde, samt at det tømmerværk, som lampen skulle hænge i, skulle være af godt svært egetømmer og bygges i form af en papegøje, så at lampen eller fyrkurven kunne nedhales for at fyldes med brænde og antændes og der efter atter løftes i vejret, indtil den hang 20 alen højt. Fyrvippen lignede således nærmest en brøndvippe. I begyndelsen fyredes der med brænde, hvilket gik ud over de nærliggende skove, således blev skoven på Anholt væsentlig ødelagt ved hugst til fyret, og det viste sig snart nødvendigt at indføre brænde fra Norge. På grund af besværligheder herved og de første fyrvippers svage konstruktion, der medførte hurtig ødelæggelse af storme, opførtes der ved Skagen og Kullen trætårne med en lanterne for oven, hvori der brændtes tran og senere lys, men denne belysningsmåde blev atter hurtig forladt, og i den kontrakt, der oprettedes 1631 med Jens Pedersen (Grove), borger i Helsingør, om fyrenes pasning ved Skagen, Anholt, Kullen, Niddingerne og Falsterbo, omtales kun kul som brændsel. En af Grove forbedret fyrvippe indførtes igen. Fyrvippen på Skagen beskrives 1695 af søkortdirektør Jens Sørensen på følgende måde: bakken eller hympelens højde efter vandet og vaterpasset 13 alen 2 tommer høj. Fyrestabben 6 1/2 alen høj og jern-gaflen 1 1/4 alen høj, er 7 3/4 alen høj, og vippen lang for hen til fyrspanden 9 alen og tilbage til klumpen (kontravægten) og taljen 11 1/2 alen, er 20 1/2 alen lang. Stabben er af eg, 4 kantig, tyk i hver kant 2 1/2 kvarter, står på en enkelt krydsfod af 2 stykker 9 alen lange egetræer med doble stivere, 8 stykker. Fyrvipperne holdt sig ved Skagen til 1745, ved Anholt til 1788, da de afløstes af fyrtårne med åbent kulfyr på toppen. Ved slutningen af det 18. århundrede havde Danmark kun disse to fyr; der var dog bygget et kulfyr ved Nakkehoved og indrettet et "Løgtefyr" på Kronborg 1772, men de blev atter slukkede efter et par måneders forløb og først tændte 1801.
Det første fyr på de norske kyster tændtes 1654 på Lindesnes, hvor man lod et bål flamme umiddelbart på klippen; 1725 fik Jørgen Michelsen fra Strømsø privilegium på »for egen Regning at opføre en Vippefyr paa Lindesnes, 50 Favne over Vandfladen«; dette privilegium gik 1758 over til Andreas Chrystie fra Moss, som indehavde det til 1782, da staten igen overtog fyret. 1696 fik Jacob Wølner fra Drammen privilegium til at tænde og vedligeholde Norges næstældste fyr på Færder; det bestod af en fyrkurv stillet umiddelbart på klippen. Endvidere var der 1700 indrettet en fyrvippe ved Hidingsø og 1767 et kulfyr med fyr-panden stillet på et muret fundament på klippen på Rundø samt enkelte "Løgtefyr" i skærgården. Norge havde i alt 8 fyr ved udgangen af det 18. århundrede. I Sverige tændtes det første fyr 1669 ved Landsort, det var et åbent kulfyr på tårn.
En lignende udvikling skete i andre lande fx England, hvor Trinity House oprettede sit første fyr i 1609. Udviklingen tog fart i den periode og det er estimeret at antallet af fyrtårne på verdensplan steg fra 34 i 1600 til omkring 175 i 1800.

### Oplysningstiden
I slutningen af det 18. århundrede begyndte staterne at tage fat på kysternes belysning. Med Frankrig, England og Nordamerika i spidsen kappedes nationerne om at præstere den bedste oplysning til fremme for søfarten. Opfindelser på belysningens område kom i hurtig rækkefølge på dette tidspunkt: det første var indførelsen af spejle i lampefyrene, for hvilken forskellige nationer tilskriver sig æren. I Sverige opstilledes allerede 1748 polerede stålspejle i Ørskærs fyr, og forgyldte kobberspejle anvendtes fra 1783 i Karlstens fyr. I Skotland brugtes fra 1763 forsølvede parabolske glasspejle i nogle havnefyr. I Frankrig havde sfæriske spejle været i brug i La Hève fyr siden 1765, og de første parabolske spejle konstrueredes 1783. De forskellige lande synes at have arbejdet uafhængig af hverandre, og indretningen af spejlfyrene var også højst forskellig. Nogle steder, fx i Cordouan fyr i Frankrig, anvendtes 80 lamper med reflektorer fordelte i flere rækker hele cirklen rundt; disse fyr var vanskelige at passe, lamperne, der brændte olie, havde flade væger og ingen lampeglas og var derfor tilbøjelige til at ose og tilsnavse spejlene. Søfolkene klagede idelig over disse fyr og forlangte, at man vendte tilbage til kulfyrene. Andre steder anvendtes færre lamper med større spejle. For at have samme nyttevirkning af fyret i alle retninger anbragte man lamper og spejle på et stativ, som man ved et urværk gav en omdrejende bevægelse. Herved blev fyret et blinkfyr, uden at der var tænkt på at give det et fra det faste fyr forskelligt udseende for at undgå forveksling. Det første fyr med spejlapparat i Danmark konstrueredes af admiral Løvenørn og opsattes 1805 på fæstningstårnet på Christiansø. Det havde 3 lamper, til hver lampe hørte 3 flade parabolske spejle med fælles brændpunkt i lampen. Den omdrejende bevægelse besørgedes af et urværk med en indstillelig vingeregulator. Admiral Løvenørn forbedrede ligeledes de danske tårnkulfyr, der havde afløst vippefyrene, idet han anbragte en lanterne med glasruder uden om ilden, og ved luftkanaler med spjæld sørgedes for adgang af frisk luft og afgang af forbrændingsprodukterne; fra fyrristen førtes asken gennem en åbning til tårnets fod, og kullene hejstes op ved mekaniske midler. Disse kulfyr var særdeles kraftige, men kostbare; det sidste danske fyr af denne art var Anholt Fyr, der først i 1836 blev forsynet med et spejlapparat.
Kort efter at de parabolske spejle var komne i brug, opfandt den schweiziske filosof og opfinder François-Pierre-Ami Argand i 1781 rundbrændere med en hul væge hvorigennem der kunne føres luft til flammen og den var monteret med et højt cylindrisk lampeglas der, som en skorsten, forøgede luftgennemstrømningen. Da Lange opfandt lampeglasset, førte disse forbedringer til en kraftig og rolig brændende flamme, der ikke osede. Derved kunne de parabolske spejle gøres større og dybere, idet lampeglasset førtes op gennem et hul i spejlet. Forsølvede parabolske spejle findes endnu i en del fyr og i de fleste fyrskibe. Mens de almindelige parabolske spejle kan tænkes fremkomme ved, at en parabel har drejet sig om en vandret akse gennem brændpunktet, konstruerede Argands efterfølger Bordier-Marcet et spejl, sideralspejlet, der kan tænkes fremkommet ved, at en parabel har drejet sig om sin parameter som lodret akse, hvor efter den del af spejlet, der ligger bag parameteren, er bortskåret for at give plads for lampen, hvis lys således bliver fordelt over hele horisonten, mens lyset fra et almindeligt parabolsk spejl kun sendes ud i en begrænset retning. Dette spejl har fundet megen anvendelse i mindre, faste fyr.
1819 konstruerede franskmanden Augustin Fresnel den første linse til brug i fyr og lagde derved den grund, som hele den nyere fyrbelysning er opbygget på. Linsen havde form og virkemåde som den midterste del af et blinkfyrs linselag, altså i stand til at samle lysstrålerne i et bundt; han konstruerede tillige en lampe med koncentriske væger til brug i linseapparatet. Linsen har store fortrin frem for spejlene, dels absorberes lyset ikke så meget ved at brydes i en linse som ved at tilbagekastes fra et spejl, hvori halvdelen går tabt, dels kan der anvendes langt større lysgiver i linseapparaterne, og der fordres kun en enkelt, selv om fyret skal lyse over hele horisonten. 1823 blev det første linseapparat anbragt i et fransk fyr (Cordouan); det bestod af 8 fag, der fik en sådan bevægelse, at fyret gav et blink hvert minut; over og under linsen anbragtes plane skråt stillede spejle, der kastede lyset ud mod horisonten og gjorde, at fyret kunne ses mellem blinkene på kortere afstand. Det første linseapparat var således et blinkfyr, først senere konstruerede Fresnel og englænderen Stevenson linsetromlen til det faste fyr samt prismeringene, der afløste de plane spejle over og under linsens midtparti. I Norge indførtes linseapparatet allerede 1830—32, i Sverige 1841 og i Danmark i Kronborg Fyr i 1842.
|  |  |  |
|  |  |  |

I princippet er der ingen forandring sket ved linseapparaterne siden Fresnels tid. Linsefabrikationen er dog stadig gået frem, hvorved absorptionen af lyset er bleven mindre. Lamperne er blevne forbedrede ved indførelse af niveaulampen, glødelyslampen og den elektriske lampe. Det første elektriske fyr var Dungeness Fyr i England, tændt 1862. I Frankrig indførtes det året efter i La Hève Fyr. Der klæbede i begyndelsen en del mangler ved de elektriske fyr. Det var således med datidens maskiner vanskeligt at frembringe et ensartet lys, lige som det var vanskeligt at holde den mest lysende del af flammen i linseapparatets brændpunkt; dertil var såvel anlægget som betjeningen kostbar. Det er først senere, at disse mangler er blevne ophævede, og nu anvendes elektrisk belysning i stor udstrækning ved vigtige anduvningsfyr. Det første elektriske fyr i Norden var Hanstholm Fyr på Jyllands vestkyst, der tændtes i 1889.
Kulgas blev først benyttet i England 1805 til belysning af mindre havnefyr, der ved rørledninger kunne sættes i forbindelse med stedets gasværker. Det første større gasfyr med eget gasværk var Salvore Fyr ved Triest, bygget 1817. Senere har særlig irlænderne benyttet kulgas til fyr, men nogen større udbredelse har denne belysningsmåde i fyr ikke fået. De sammentrykkelige gasarters indførelse i fyrbelysningen fandt sted i 1880’erne. Berlineren Pintch har æren af de opfindelser, der muliggjorde anvendelsen af fedtgas til maritim belysning. Senere har acetylen vundet mere og mere indpas i fyrbelysningen og synes at skulle fortrænge alle andre gasarter. Det var i Frankrig, man fandt midlet til at gøre acetylenen ufarlig ved sammentrykning, men dens store anvendelighed til fyrtjeneste skyldes særlig svenskeren, Nobelpræmietageren Gustaf Daléns forskellige opfindelser, der efter forbogstaverne i navnet af det aktieselskab, han stod i spidsen for — Aktiebolaget Gas Accumulator — fik navnet: Aga-systemet. Det lykkedes ham at konstruere ganske driftsikre automatiske gasfyrapparater, der giver et kraftigt lys ved ringe gasforbrug og fordrer ringe tilsyn, hvilket gør dem overordentlig økonomiske i drift og anvendelige såvel til landfyr som til lystønder. Derved er det muliggjort at belyse skærgårdsfarvande, kanaler, fjorde og lignende for overkommelige summer. Anvendeligheden forøges yderligere ved, at systemet lader sig anvende til automatisk drift af omdrejningsapparater, fløjte- og klokkesignaler såvel over som under vandet; lige som solventilen er fremstillet driftssikker af Dalen. Islands fyrvæsen har draget megen nytte af disse fyr, og Panama-kanalen er bleven belyst efter dette system, lige som det har fundet udstrakt anvendelse i det norske og svenske fyrvæsen. I Danmark anvendes det i lystønder og mindre fyr sammen med fedtgas og blaugas.
Blinkfyr opstod omkring 1870 og virker ved hjælp af bevægelige stållammeller som enten roterer sig selv (von Otters system) eller rundt om lyskilden (ingeniør L.F. Lindbergs rotator). Det blev nu lettere at fastslå fyrenes beliggenhed. Forskellige linsetyper, størrelser og linserotation (blinkrytmer i lyssignalet) gjorde det også enklere at skille de forskellige fyr fra hinanden.
Lyskilden er siden blevet yderligere forbedret med elektrisk lys. Det første danske fyr, som blev monteret med elektrisk lys, var Hanstholm Fyr i 1889, som på det tidspunkt også fik en 1. ordens fresnellinse og blev det kraftigste i verden. Elektrificeringen tog dog sin tid, fordi fyrtårnene ofte ligger langt fra el-forsyningsnet, og det var ikke økonomisk rentabelt at etablere små el-værker på fyrene.
Mens belysningsmåden i fyrene undergik en fuldstændig revolution i 1800-tallet og 1900-tallet, er der ikke sket store forandringer på tårnbygningens område; Faros ved Alexandria kunne godt have gjort fyldest som fyrtårn helt op i nutiden. Størst snilde har ingeniørerne måttet anvende ved bygning af tårne, der var udsatte bølgeslaget. Englænderen Smeaton, der byggede Eddystones Fyrtårn 1756—59 var den første, der anvendte svalehalede sammenføjninger af stenene. I den nyere tid anvendes jernkonstruktioner en del, særlig til automatiske fyr.
Anvendelse af fyrskibe strækker sig kun tilbage til år 1732, da det første fyrskib udlagdes ved "North sand" ud for Themsen. Belysningen bestod af lanterner ophængte på en rå på masten. Det første danske fyrskib blev udlagt ved Læsø-Trindel 1829. Den første anvendelse af tågesignaler på fyr og fyrskibe hører det 19. århundrede til. Klokkeværk opsattes 1811 på Bell Rock Fyrtårn ved Skotland. Hamrene blev bevægede af det samme urværk, der bragte fyrapparatet til at rotere. 1844 anvendtes de første fløjtesignaler i England, og siden 1867 har sirenen været i brug som tågesignalapparat. Skydebomulds-patroner forsøgtes første gang i England 1877. Undervandssignalerne hører det 20. århundrede til.

## Administration, budget m. m.
Fyrvæsenets administration sorterer i alle stater under regeringen og er som regel henlagt under et ministerium. Når administrationen er henlagt under et civilt ministerium, danner en kommission af søkyndige og tekniske medlemmer den øverste ledelse, således har man i Frankrig haft Commission des Phares, i England Trinity House, i USA Light House Board. I andre stater var fyrvæsenet oftest henlagt under marineministeriet, således i Sverige, Norge og Danmark. Midlerne til udgifternes bestridelse har man fået ved fyrafgifter, der afkræves skibene i havnene, eller de afholdes direkte af statskassen. De vigtigste stater, der ikke har opkrævet fyrafgifter, er Frankrig, USA og Spanien, hvis skibe til gengæld har været fritagne for fyrafgifter i fremmede havne. Danmark forpligtede sig ved afviklingen af Øresundstolden til at belyse gennemsejlingsfarvandene uden derfor at opkræve fyrafgifter.

### Norges fyrvæsen
I Norge hørte fyrvæsenets administration direkte under marinedepartementet til 1821. Forvaltningen overdroges da til en kanal-, havne- og fyrinspektør, som havde bestyrelsen til 1841, da eget fyrdirektørembede oprettedes under marinedepartementet. Embedet hørte siden under forsvarsdepartementets marinestyrelse. Det fyrdirektøren underlagte tekniske personale bestod af en sagkyndig assistent (søofficer), 1 overingeniør og 4 afdelingsingeniører. Antallet af faste fyrbetjente — de var delt i fyrvogtere (fyrforvaltere) og assistenter — var ved udgangen af 1916 i alt 205. Budgettet til fyr-, mærke- og ringvæsenet udgjorde for terminen 1916—1917 1.694.920 Kr.
Siden 1975 er der sket en automatisering af norske fyrtårne.

### Danmarks Fyrvæsen
Det danske fyrvæsen sorterede siden 1848 under marineministeriet og bestyredes af fyrdirektøren; havnefyr og fyr, der kun tjener til lokal vejledning, vedligeholdes af vedkommende kommune eller bruger. Det årlige budget androg i 1920-erne ca. 1.500.000 Kr. Bekostningen ved bygning af et 1. ordens fyr med linseapparat samt tågesignal androg normalt for et oliefyr 150—180.000 kr, for et elektrisk fyr 200.000 kr, den årlige udgift til drift og mindre reparationer var henholdsvis 10.000 kr. og 25.000 kr. Et motor-fyrskib kostede i anskaffelse 300.000 Kr., i årlig drift og reparationer 25—30.000 kr., en lystønde henholdsvis 11.000 kr. og 800 kr.
Under fyrdirektøren sorterede 450 personer ansatte ved fyrvæsenet. Det tekniske personale bestod af 3 ingeniører, 1 kontorchef, fyrmagasinforvalteren og det nødvendige underordnede personale. Ved fyr af de første ordener samt ved alle fyr med maskinanlæg holdtes stadig vagt; Personalet bestod af fyrmesteren samt de nødvendige fyrassistenter eller fyrpassere. Mindre fyr blev passet af fyrpassere. Fyrskibenes besætning bestod af 1 fører, 1 styrmand samt 8—9 matroser. Materialtransporter til fyr- og fyrskibe, pasning af lystønder og gasbåkefyr besørges af fyrinspektionsskibet og 2 fyrtransportdampere. Inspektionsskibets fører (søofficer) var tillige fyrinspektør og inspicerede tjenesten ved fyranlæggene.
Ved en del fyranlæg, der ligger ved anduvningsstederne eller ved stærkt befærdede farvande, var der oprettet signalstationer, der var i telegrafisk forbindelse med omverdenen. Her kunne skibene ved signaler efter det internationale signalsystem lade sig rapportere eller modtage ordre samt søge oplysninger af forskellig art. Under isforhold signaliseres fra dertil egnede fyranlæg såvel nat som dag om istilstanden i forskellige vigtige farvande, samt om fyrskibe og lystønderne var på station eller ej. Endvidere afgaves signal om vind, stormvarsler, strøm, vrag med mere fra dertil egnede fyrstationer. Fyrskibene blev efterhånden mere og mere forsynede med radiotelegraf særlig af hensyn til sikkerheden på søen.
I 1931 oprettedes Fyr- og Vagervæsenet ved en sammenlægning af Kongelige Dansk Fyrvæsen og Kongelige Dansk Vagervæsen. I 1973 blev opgaverne (sammen med lodsvæsenet og udarbejdelsen af søkort) overdraget Farvandsvæsenet under Forsvarsministeriet. I 2011 blev Farvandsvæsenet nedlagt og dets opgaver fordelt på fire ministerier. Heraf endte Søfartsstyrelsen, der blandt andet vedrører afmærkning, under Erhvervs- og Vækstministeriet.

### Fyrtårne og tågehorn i Færøerne
Færøernes fyrtårne og tågehorn hører under og administreres af den danske Søfartsstyrelse. Fyret ved Skansin i Thorshavn blev etableret i 1888. Den 1. oktober 1893 blev 6 nye fyr på Færøerne tændt for første gang. Det største af disse er lokaliseret på Borðan, som danner øen Nólsoys sydspids og ligger øst for Thorshavn. Derudover blev fem mindre fyr oprettet rundt omkring på Færøerne. Man havde sat to lys op ved Trongisvágsfjørður, som er Suðuroys længste fjord, to mere længere inde på fjorden, ved Tvørábakki. På Nólsoy blev et lys stillet op ved Kápilsund. Ved Skálafjørður (Eysturoy), som er Færøernes længste fjord, blev et lys stillet op ved Toftir. På Kunoy satte man et lys på Kunoyarnes, lidt syd for bygden Syðradalur, som ligger på øen Kalsoy. Farvandet ved Suðuroys sydlige spids anses for at være et meget farligt farvand. Ved bygden Sumba ligger Sumbiarhólmur, længere mod syd ligger nogle skær, som kaldes Flesjarnar. I 1884 blev situationen yderligere forværret, da den høje klippe Munkurin (Munken) på den sydligste af Flesjarnar (Sumbiarsteinur) styrtede i havet og man derved mistede det faste landemærke for klippeskærene. Et fyrtårn blev bygget på Akraberg, og har fungeret siden det lyste for første gang i 1909. Det er hvidt med rød top og har fresnel linse med tre farver, rød, grøn og hvid, som lyser 2x2 sekund. Selve tårnet er 14 meter højt og lanternehøjden er 74 meter målt fra havoverfladen. På grund af det til tider ekstreme vejrforhold i området med kraftig blæst, er fyret yderligere forankret med kraftige barduner.